# City of Caterpillar
A City of Caterpillar egy olyan zenei formáció, ami neves zenekarok (Pg. 99; Kilara; Darkest Hour és később a Majority Rule) tagjainak együttműködéséből jött létre.
Ezek hallatára mégsem egy hardcore vagy metal zenekarra kell gondolnunk, mivel ezek a zenészek valami új jelenséget hoztak létre, amelynek elemei bizonyos mértékben felfedezhetőek voltak már korábbi zenéikben is, viszont e keretek között kapott igazi hangsúlyt és itt összpontosult igazán az elképzelésük. Ötvözték zenei tapasztalataikat az Explosions in the Sky és a méltán legendás Godspeed You! Black Emperor hatásaival, és az így létrejövő, akár 10 percet is elérő számaikat az energikus, csodálatos, melankolikus, katartikus…stb. jelzőkkel jellemezhetjük.
Az első kétturné után, 2000 környékén rögzítettek egy demót, ezt követte egy split 7” a System 2600-tal, majd ezután egy újabb split 7” a Pg. 99-nal és egy egyoldalú, élő felvételeket tartalmazó 7”, majd az első teljes nagylemez.
Ez idő alatt meglehetősen rapszodikus volt az együttműködés, mivel Brandon és Kevin folyamatosan turnézott a Pg. 99-cel, Ryannek pedig kötelezettségei voltak a Darkest Hour-ban, így történhetett, hogy nem tudott elmenni hosszabb turnékra ahol Pat és Johnny helyettesítette.
3-4 éves együttműködésüknek végül vége szakadt, de a tagok továbbra is aktívak: vagy a még meglévő zenekaraikban tevékenykednek, vagy új formációkat hoztak létre, mint például Malady; Stop It!!; avagy Ghastly City Sleep. (xbx)

## Tagok
- Jeff Kane: gitár (további zenekarai: Haram; Malady; Verse En Coma)
- Brandon Evans: vokál, gitár (további zenekarai: Ghastly City Sleep; Kilara; Pg. 99)
- Kevin Longendyke: vokál, basszusgitár (további zenekarai: Malady; Pg. 99; Verse En Coma)
- Pat Broderick: dob - kisegítő 2. számú (további zenekarai: Ghastly City Sleep; Majority Rule)
- Ryan Parrish: dob - 1. számú és lemezeken (további zenekarai: Darkest Hour; Verse En Coma)
- Johnny Ward: dob - turnén kisegítő 3. számú (további zenekarai: Malady; Pg. 99; Pygmy Lush)
- Adam Juresko: basszusgitár - csak a demón (további zenekarai: Enemy Soil; Stop It!!)

## Diszkográfia
- Tour Demo – demo (saját kiadás; 2000)
- City Of Caterpillar vs. System 2600 – kislemez, split w/ System 2600 (sea of dead records; 2000)
- A Split Personality – kislemez, split w/ Pg. 99 (level-plane; 2001)
- Tour – kislemez (level-plane; 2001)
- City of Caterpillar – album (level-plane; 2002)
- Demo + Live – album (level-plane/lilac sky; 2002)